# Valence Romans Drôme Rugby
Maillots
Actualités
Le Valence Romans Drôme Rugby est un club français de rugby à XV représentant les villes de Romans-sur-Isère et Valence, dans la Drôme. Il est issu en 2016 de la fusion des clubs drômois de l'US Romans Péage et du ROC La Voulte Valence.
Il évolue en Pro D2 en 2024-2025.

## Historique
Le 1er juillet 2016, les clubs de l'US Romans Péage et du ROC La Voulte Valence s'unissent pour donner naissance au Valence Romans Drôme Rugby, représentant initialement les villes de Bourg-de-Péage, Romans-sur-Isère et Valence, dans la Drôme. La ville de La Voulte-sur-Rhône, dans l'Ardèche, ancienne entité du ROC La Voulte Valence, n'est elle pas incluse dans le nouveau club.
Le nouveau club commence la saison 2016-2017 en Fédérale 1, division où se situe l'US Romans Péage, mieux classée des deux entités, alors que le ROC La Voulte Valence devait être relégué en Fédérale 2 à l'issue de la saison 2015-2016.
En amont de la création officielle du club, l'assemblée générale du 20 juin de l'US Romans Péage détermine le nom officiel de la nouvelle entité unique : le « DRoVal XV », abréviation des termes Drôme, Romans et Valence. Néanmoins, cette dénomination ne sera jamais utilisée, au profit du nom original « Valence Romans Drôme Rugby ». Le club est dans un premier temps enregistré auprès de la Fédération française de rugby en tant que « RoVal Drôme XV »,, avant d'être officiellement enregistré en tant que « Valence Romans Drôme Rugby ».
En parallèle de la création du VRDR, la SASP du ROC La Voulte Valence est placée en liquidation, tandis que le numéro d'affiliation utilisé auprès de la FFR est celui de l'US Romans Péage.
Après une première année d'existence délicate, puis une saison 2017-2018 correcte, achevée par une 6e place dans la poule élite, le club ambitionne à court terme la montée en Pro D2. La direction technique étoffe son groupe de joueurs avec, parmi d'autres, le centre du FC Grenoble Nigel Hunt ainsi que le deuxième ligne de l'US Dax Théo Hannoyer et l'ouvreur du CS Bourgoin-Jallieu Maxime Javaux.
Au terme de la saison 2018-2019, les Damiers décrochent leur accession en Pro D2 après une saison exceptionnelle avec 24 succès pour 25 matchs disputés, et une seule défaite concédée dans les arrêts de jeu en finale du challenge Jean-Prat 2019 face à Rouen.
Pour la saison 2020-2021, Valence Romans se renforce en recrutant notamment l'international argentin Lucas Mensa, Jody Jenneker de Castres et Enzo Sanga de Montpellier.
Le club termine 15e du Championnat et est relégué en Nationale.
Après de nombreux départs, le club recrute les internationaux Vincent Pelo, Alaska Taufa, Mehdi Boundjema et Tim Menzel et surtout les ouvreurs Luke Price des Ospreys et Joris Moura du RC Vannes et l'ailier Mason Emerson des Hawke's Bay RU.
Valence Romans se qualifie deux fois consécutive en demi-finale de Nationale en 2022 et 2023 contre Soyaux Angoulême puis le SC Albi. Dans la première demi-finale, le club s'incline. Dans la deuxième demi-finale, Valence-Romans élimine Albi, monte en Pro D2 et devient champion de France de Nationale en battant en finale Dax (26-19) au Stade Maurice-Trélut à Tarbes.

## Personnalités du club
‌

### Effectif 2024-2025
| Nom                      | Naissance         | Nationalité sportive | International | Dernier club        | Arrivée au club |
| Talonneurs               | Talonneurs        | Talonneurs           | Talonneurs    | Talonneurs          | Talonneurs      |
| ------------------------ | ----------------- | -------------------- | ------------- | ------------------- | --------------- |
| Cyril Deligny            | 22 juin 1992      | France               | -             | US Montauban        | 2023            |
| Brice Humbert            | 27 août 1996      | France               | -             | Castres olympique   | 2023            |
| Dorian Marco-Pena        | 14 août 1996      | France               | -             | AS Béziers          | 2022            |
| Piliers                  |                   |                      |               |                     |                 |
| Anthony Aléo             | 24 avril 1992     | France               | -             | AS Béziers          | 2021            |
| Enzo Bailly              | 6 juin 2002       | France               | -             | Formé au club       | 2022            |
| Esteban Chouteau         | 10 avril 2003     | France               | -             | Lyon OU             | 2023            |
| Kevin Goze               | 4 novembre 1992   | France               | -             | CS Bourgoin-Jallieu | 2016            |
| Gareth Milasinovich (en) | 15 décembre 1992  | Afrique du Sud       | -             | Ulster Rugby        | 2023            |
| Andréa Pontanier         | 26 octobre 2001   | France               | -             | Formé au club       | 2021            |
| Julien Royer             | 13 novembre 1994  | France               | -             | Stade aurillacois   | 2023            |
| Vincent Vial             | 13 novembre 1994  | Suisse               |               | FC Grenoble         | 2024            |
| Deuxièmes lignes         |                   |                      |               |                     |                 |
| Nathan Huguen            | 26 janvier 2002   | France               | -             | Stade français      | 2024            |
| Florian Goumat           | 30 mars 1990      | France               | -             | FC Grenoble         | 2013            |
| Ryan McCauley (en)       | 8 juin 1997       | Australie            | -             | Western Force       | 2023            |
| Yassine Maamry           | 8 juillet 1993    | Maroc                |               | AS Béziers          | 2023            |
| Eloi Massot              | 18 octobre 1990   | France               | -             | AS Béziers          | 2023            |
| Darren O'Shea            | 12 décembre 1992  | Irlande              | -             | RC Vannes           | 2024            |
| Troisièmes lignes        |                   |                      |               |                     |                 |
| Thembelani Bholi         | 18 janvier 1990   | Afrique du Sud       | -             | Sharks              | 2023            |
| Loan Real                | 21 novembre 1999  | France               | -             | Stado Tarbes        | 2023            |
| Adrien Roux              | 16 septembre 2002 | France               | -             | Formé au club       | 2023            |
| Charles Brayer           | 3 novembre 1996   | France               | -             | Stade montois       | 2021            |
| Axel Bruchet             | 25 octobre 1999   | France               | -             | RC Aubenas Vals     | 2021            |
| Sven Bernat Girlando     | 21 décembre 1999  | France               | -             | Biarritz olympique  | 2021            |
| Ilia Spanderashvili      | 10 septembre 1997 | Géorgie              |               | Black Lion          | 2024            |
| Otar Giorgadze           | 2 mars 1996       | Géorgie              |               | US Montauban        | 2024            |
| Philippe Laville         | 28 avril 2001     | France               | -             | Formé au club       | 2021            |
| Matthieu Vachon          | 6 mai 1991        | France               | -             | Blagnac rugby       | 2021            |
| Demis de mêlée           |                   |                      |               |                     |                 |
| Matteo Rodor             | 4 juillet 1999    | France               | -             | USA Perpignan       | 2021            |
| Tim Menzel               | 1er janvier 1992  | Allemagne            |               | REC Rugby           | 2021            |
| Thomas Lhusero           | 22 septembre 1996 | France               | -             | Stado Tarbes        | 2023            |
| Demis d'ouverture        |                   |                      |               |                     |                 |
| Lucas Méret              | 30 janvier 1995   | France               | -             | RC Narbonne         | 2022            |
| Joris Moura              | 7 mai 2000        | Portugal             |               | RC Vannes           | 2021            |
| Centres                  |                   |                      |               |                     |                 |
| Ben Neiceru              | 29 janvier 1993   | Fidji                | -             | SO Chambéry         | 2022            |
| Anatole Pauvert          | 23 mai 1997       | France               | -             | RC Vannes           | 2021            |
| Mathieu Guillomot        | 15 novembre 1993  | France               | -             | RC Massy            | 2023            |
| Louis Marrou             | 14 septembre 1993 | France               | -             | FC Grenoble         | 2024            |
| Esteban Tercq            | 4 novembre 2002   | France               | -             | Formé au club       | 2024            |
| Ailiers                  |                   |                      |               |                     |                 |
| Mosese Mawalu            | 8 juillet 1993    | Fidji                | à 7           | SO Chambéry         | 2023            |
| Owen Lane                | 20 décembre 1997  | Pays de Galles       |               | Cardiff Rugby       | 2024            |
| Gauthier Minguillón      | 3 mars 1994       | Espagne              |               | Stade aurillacois   | 2023            |
| Thomas Rozière           | 13 avril 2000     | France               | -             | ASM Clermont        | 2020            |
| Adam Vargas              | 11 août 2000      | France               | -             | Lyon OU             | 2021            |
| Arrières                 |                   |                      |               |                     |                 |
| Charles Bouldoire        | 8 juin 1993       | France               | -             | Biarritz olympique  | 2020            |
| George Worth             | 8 octobre 1996    | Angleterre           | -             | Melbourne Rebels    | 2024            |

‌

### Entraîneurs

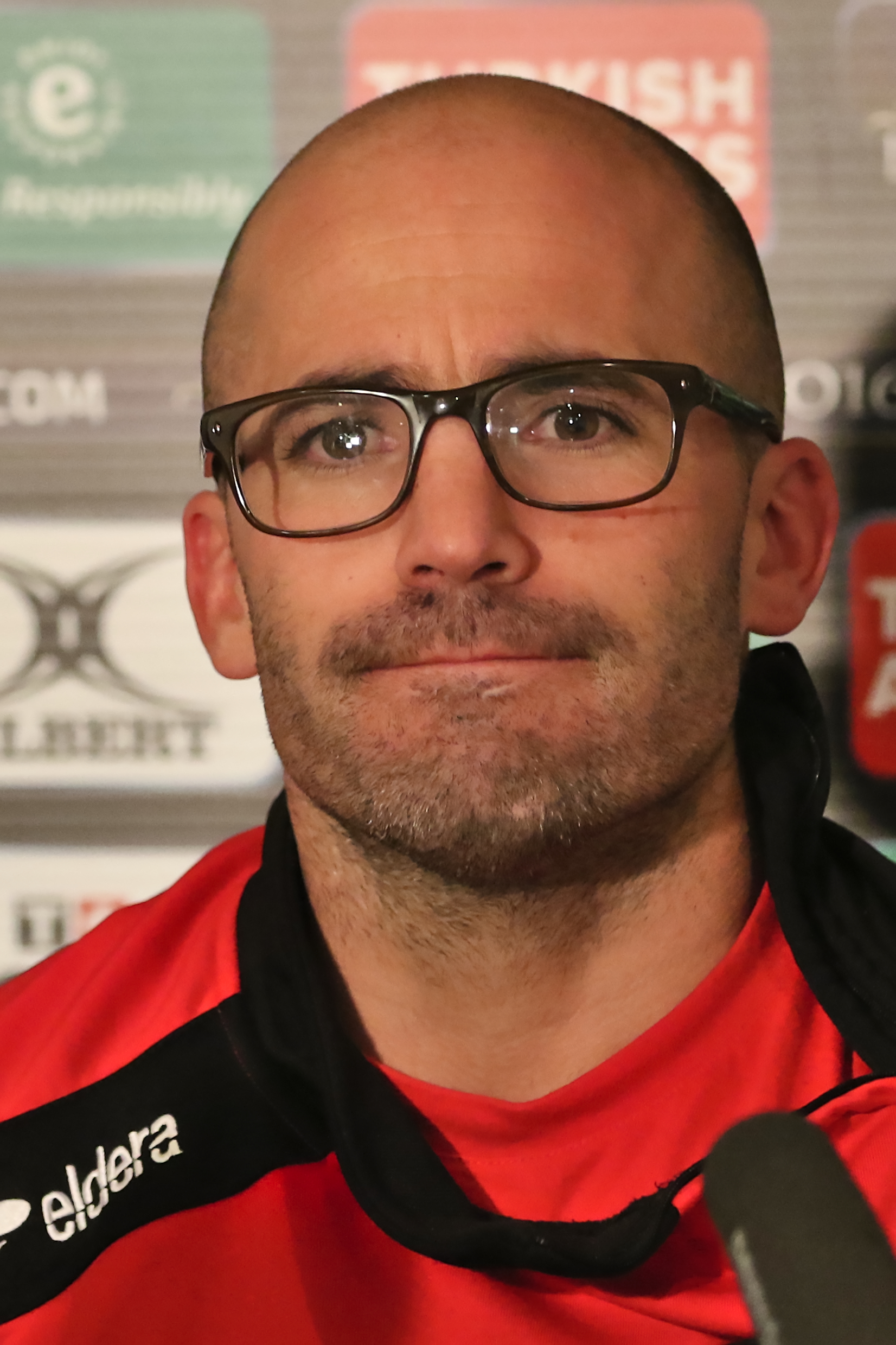
Johann Authier
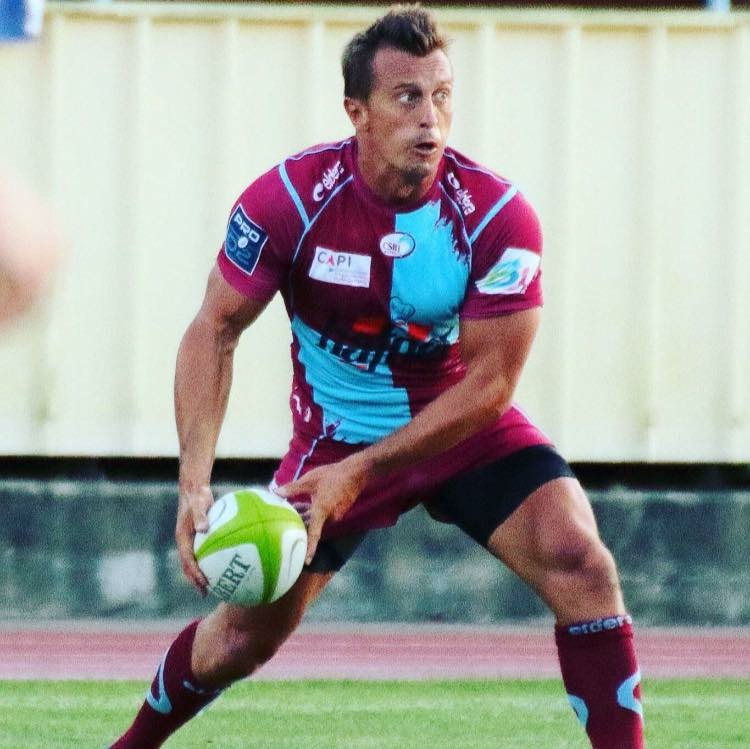
Jean-François Coux
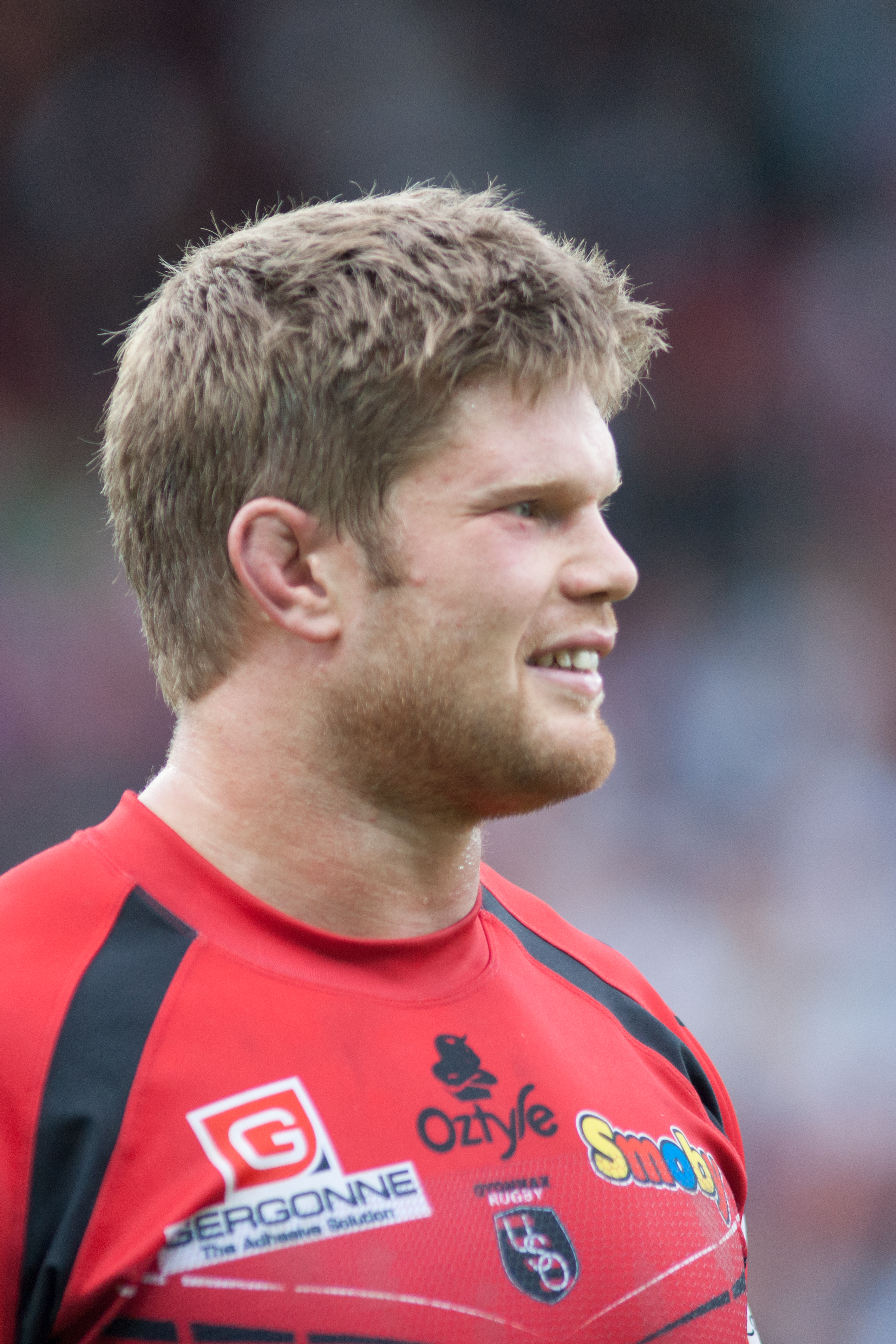
Scott Newlands

| Saisons   | Entraîneur(s)                                             | Adjoint(s)                                                                            | Titre(s)                                   |
| --------- | --------------------------------------------------------- | ------------------------------------------------------------------------------------- | ------------------------------------------ |
| 2016-2017 | Gregory Tournayre (avants) et Nicolas Bouillet (arrières) |                                                                                       |                                            |
| 2017-2018 | Johann Authier (manager)                                  | Nicolas Bouillet (arrières) et Grégory Tournayre (avants)                             |                                            |
| 2018-2020 | Johann Authier (manager)                                  | Jean-François Coux (arrières), Grégory Tournayre (avants) et Scott Newlands (défense) | Vice-champion de Fédérale 1 2019           |
| 2020-2023 | Johann Authier (manager)                                  | Jean-François Coux (arrières) et Scott Newlands (défense)                             | Vainqueur du Championnat de Nationale 2023 |
| 2023-     | Fabien Fortassin (manager)                                | Scott Newlands (avants) et Vincent Pelo (mêlée)                                       |                                            |

‌

### Capitaines
- 2016-2020 :  Thomas Larrieu
- 2020-2023 :  Alexis Armary
- 2023- :  Axel Bruchet

### Joueurs emblématiques
‌

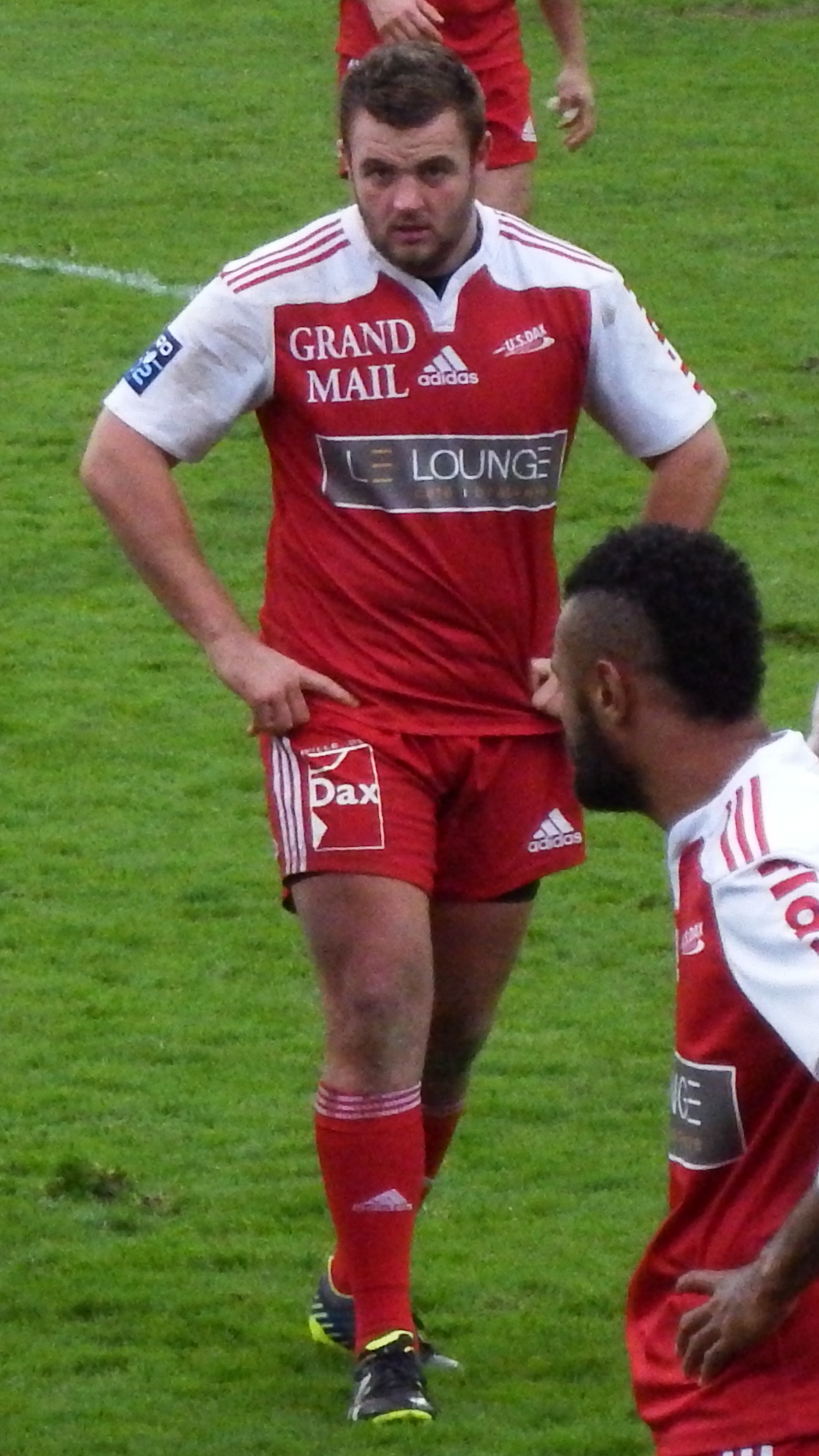
Thomas Larrieu
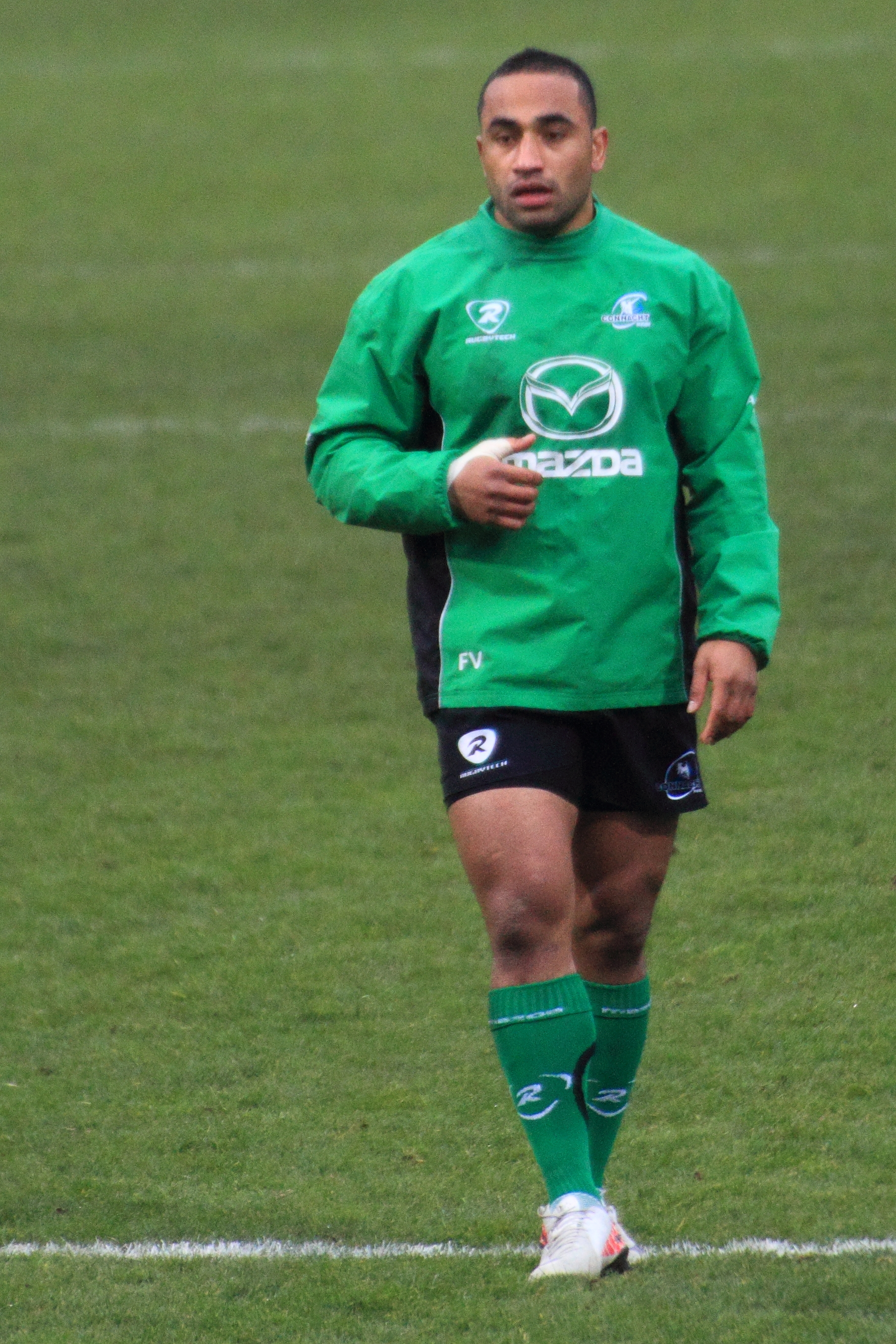
Fetu'u Vainikolo
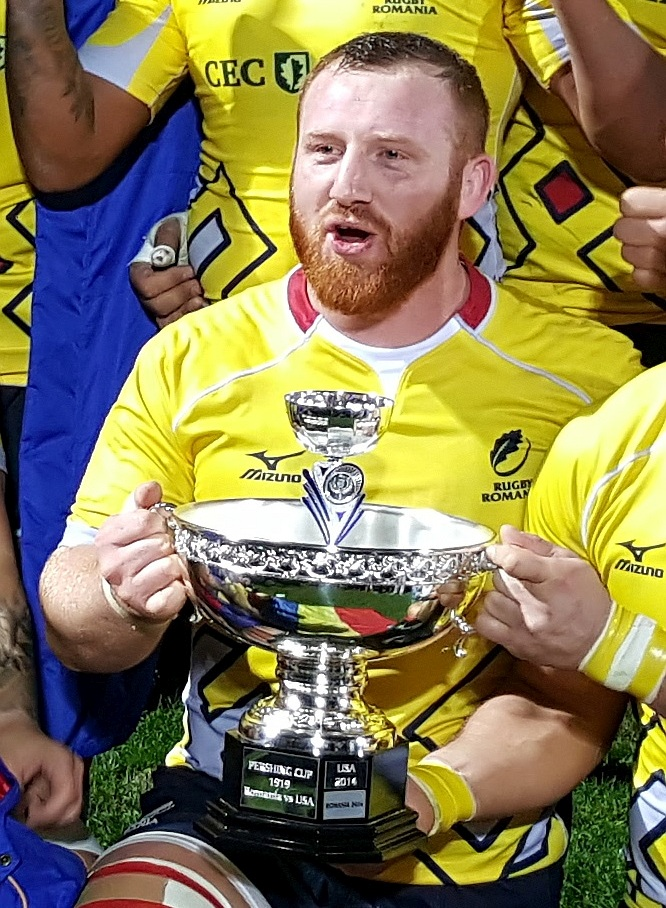
Ionel Badiu
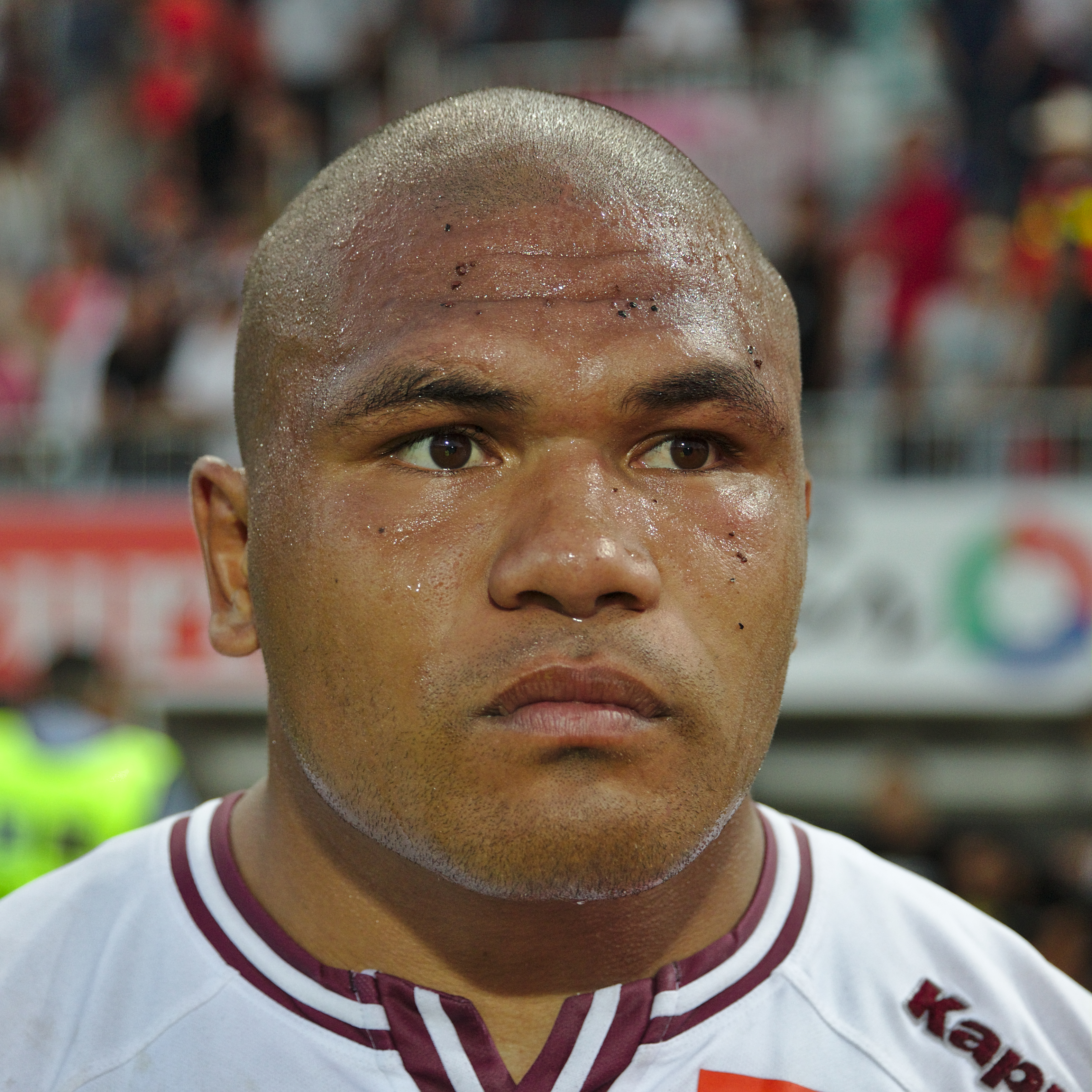
Peter Saili
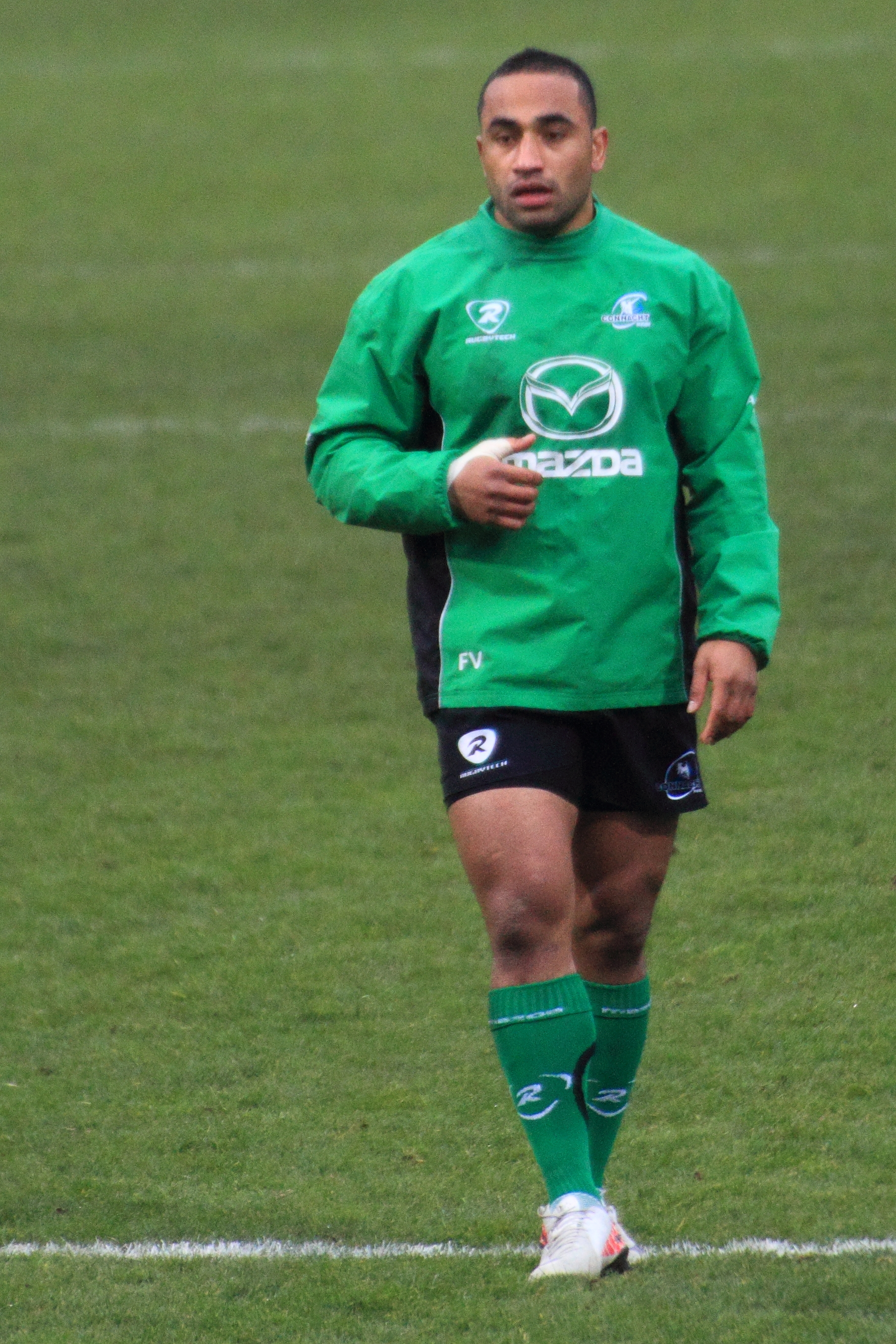
Fetu'u Vainikolo
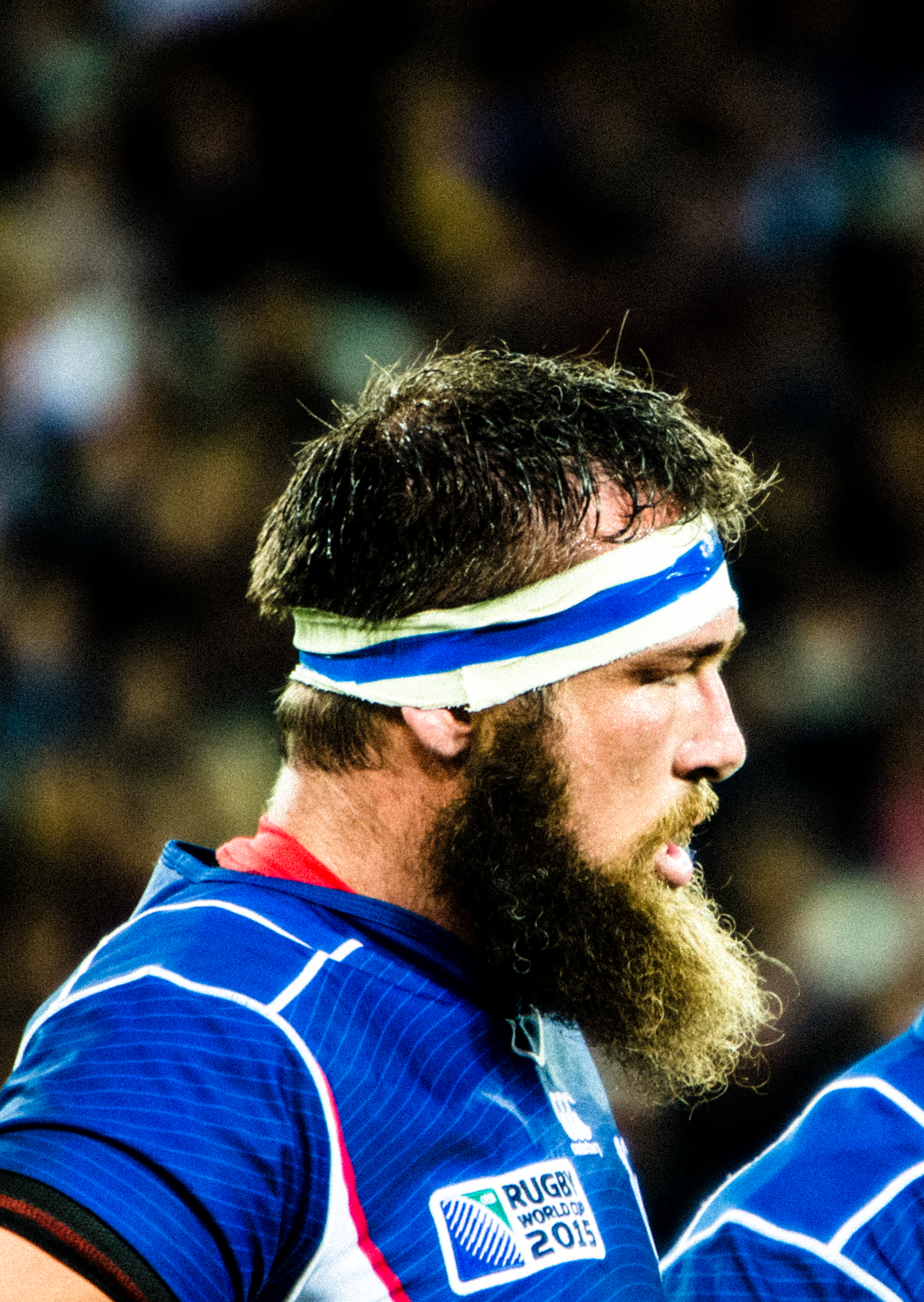
Pieter-Jan van Lill
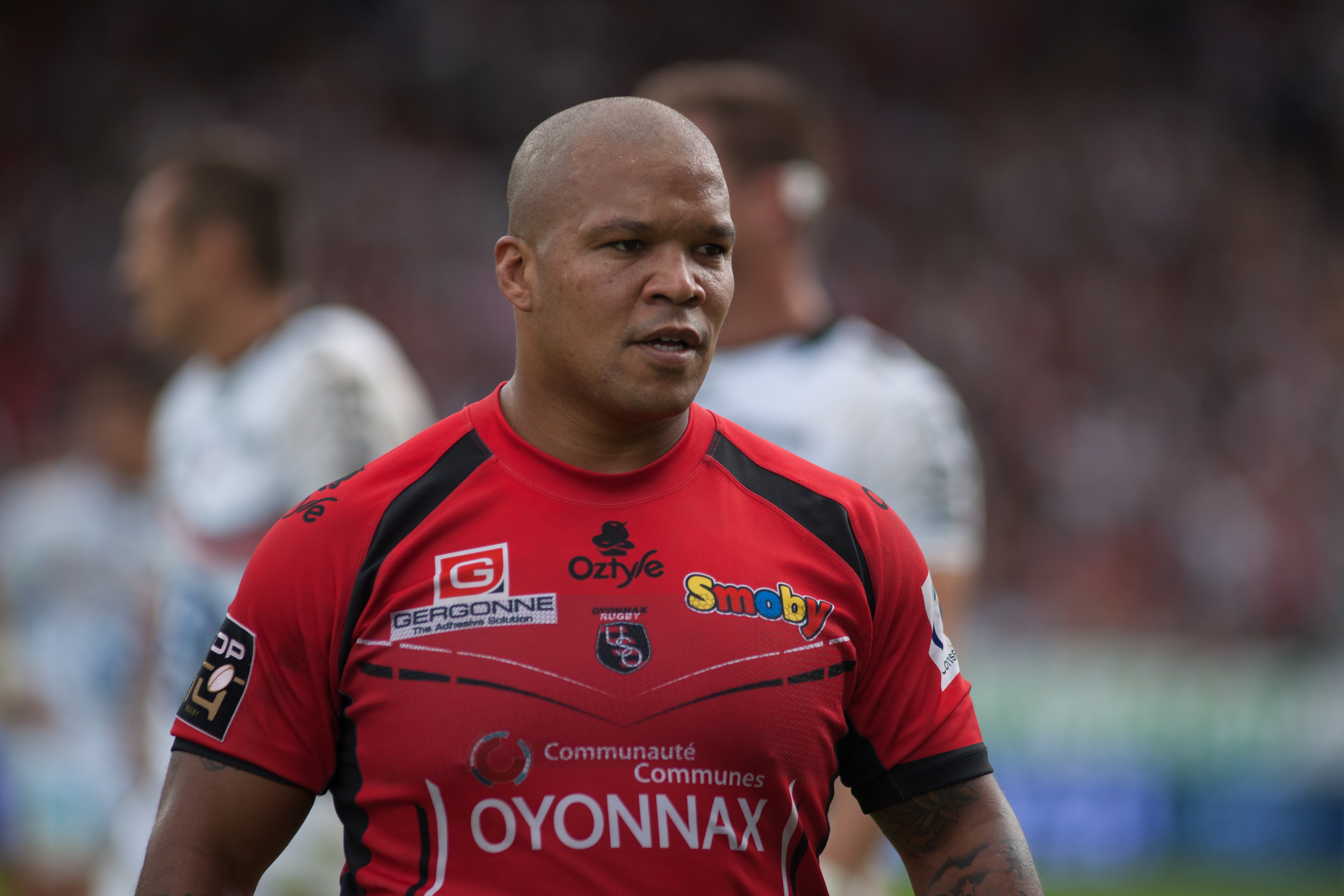
Jody Jenneker
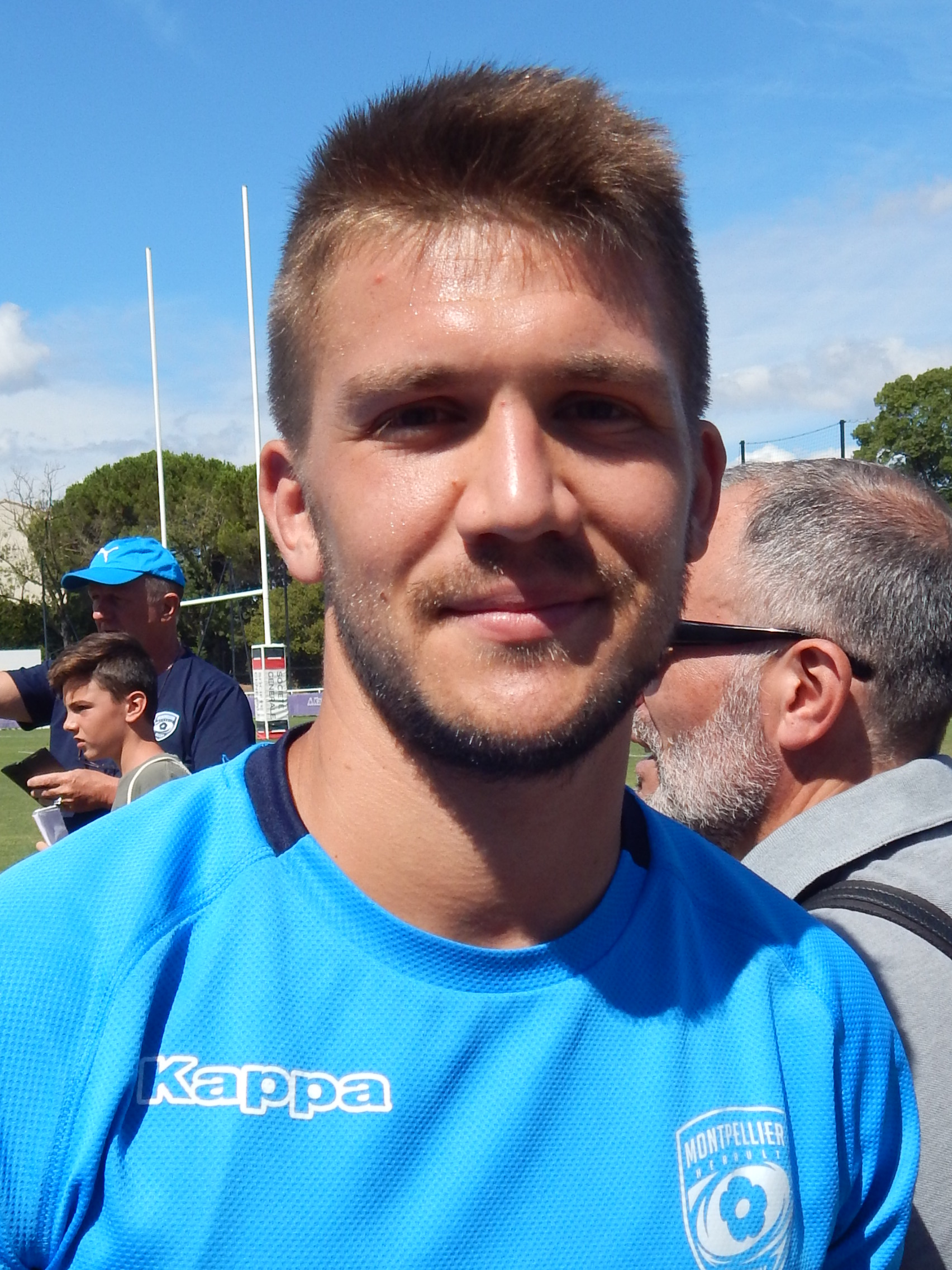
Enzo Sanga
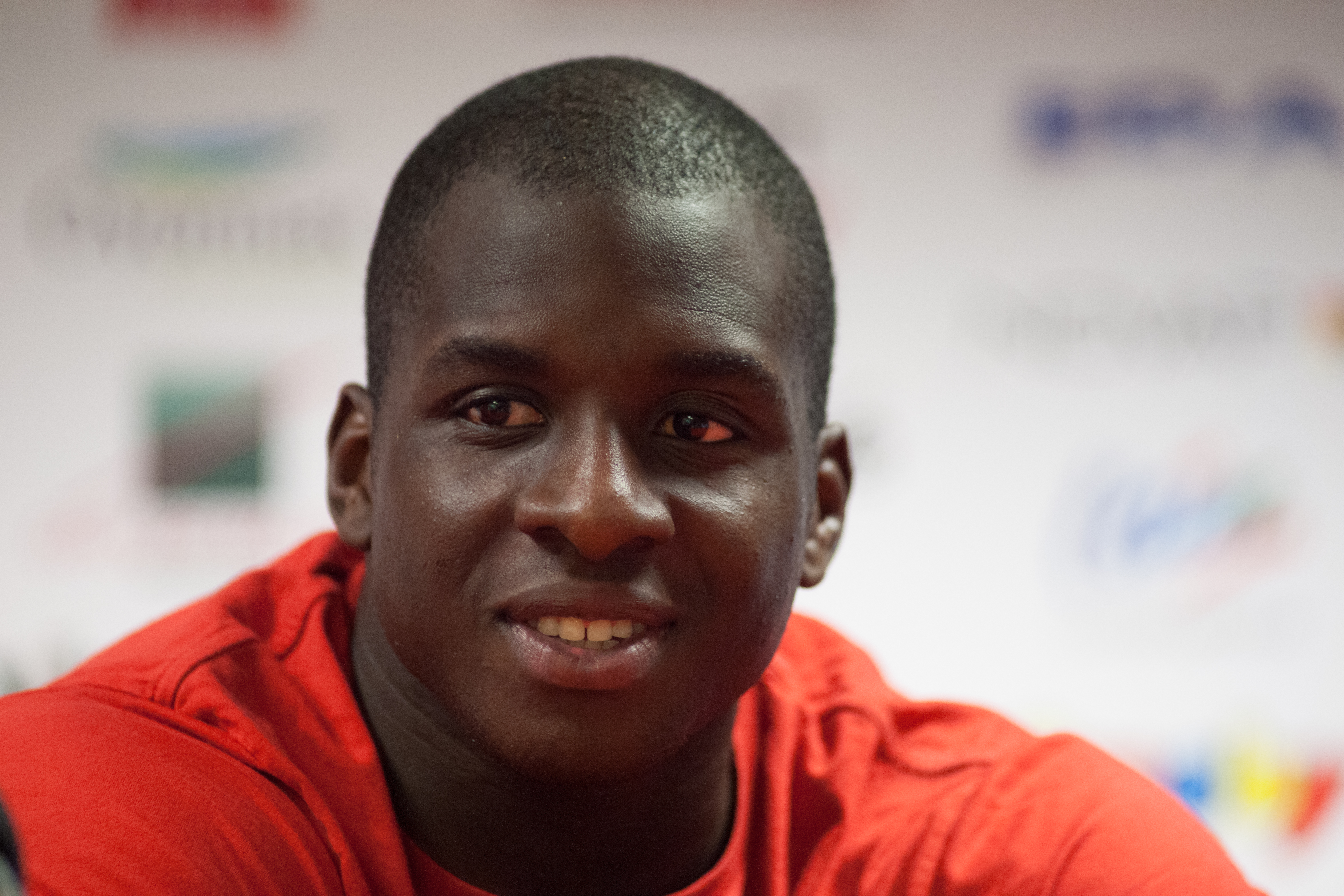
Dug Codjo
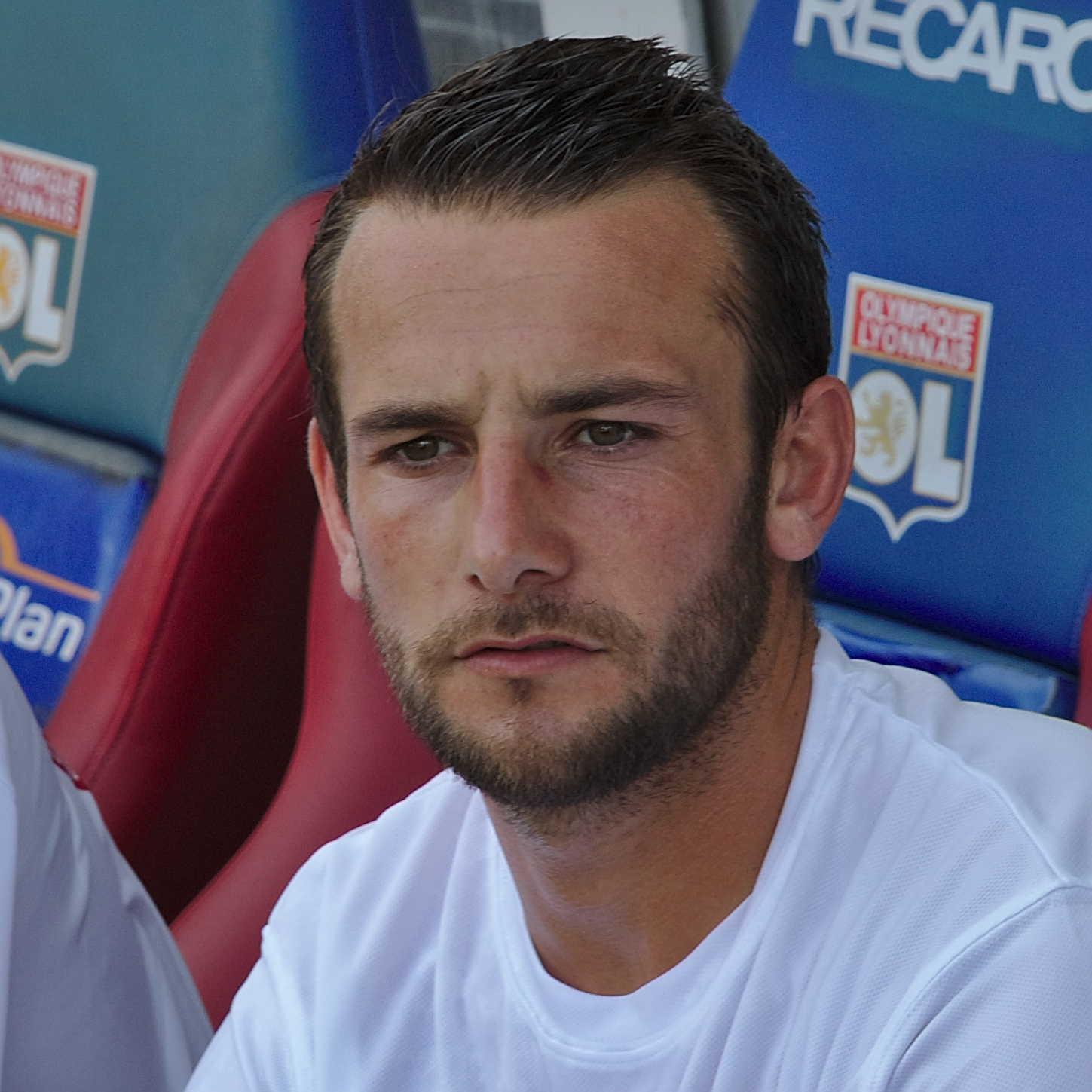
Mathieu Lorée
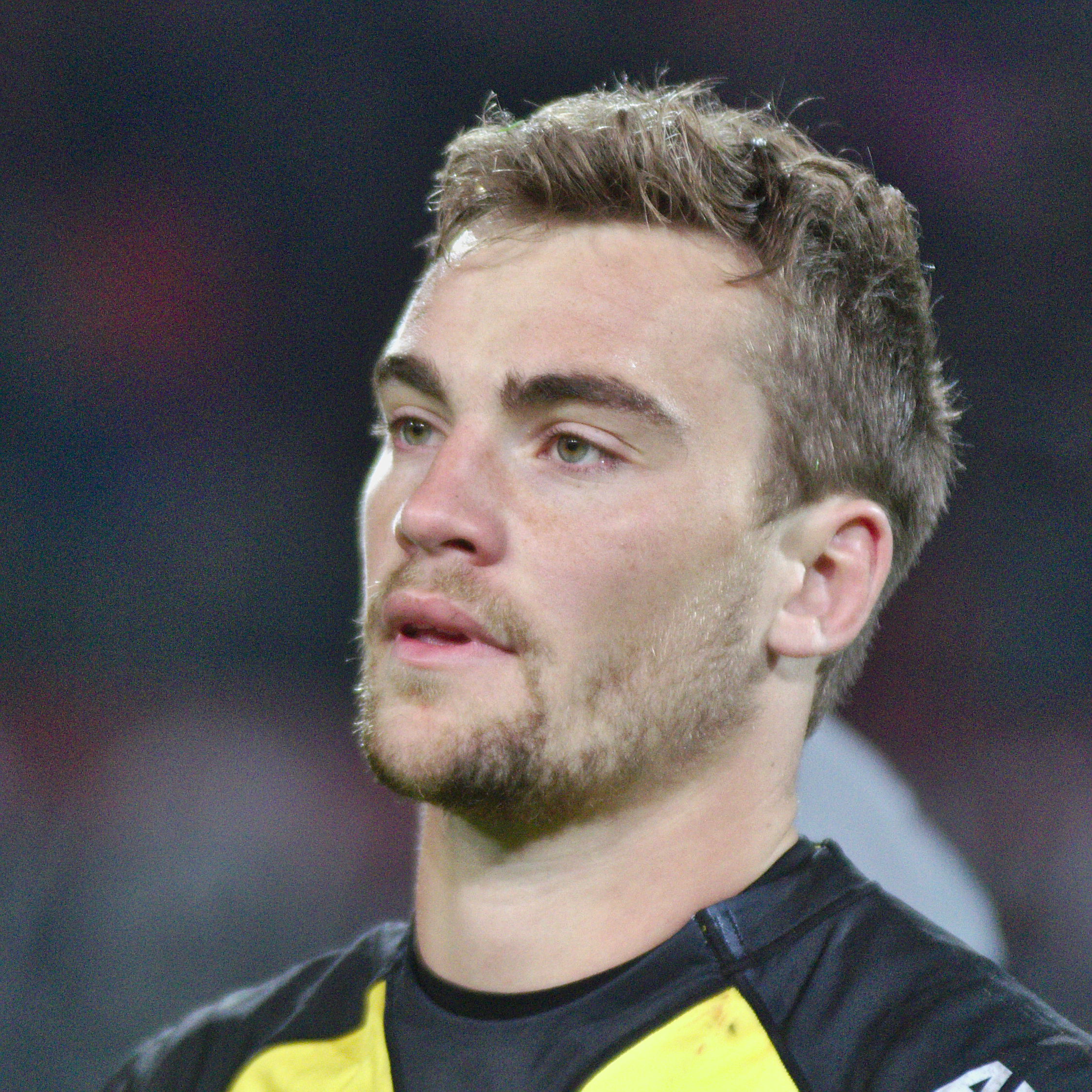
Charles Bouldoire
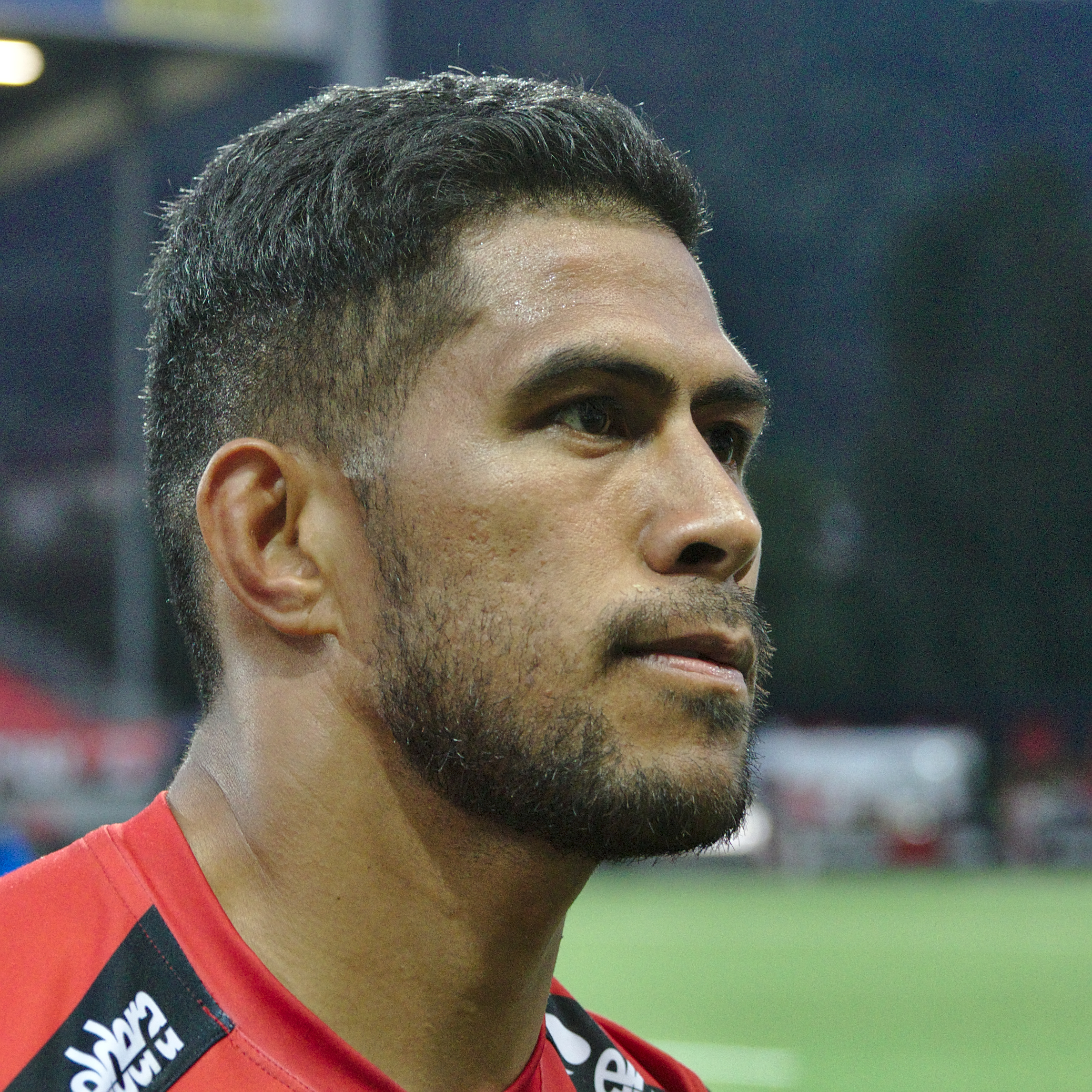
Alaska Taufa
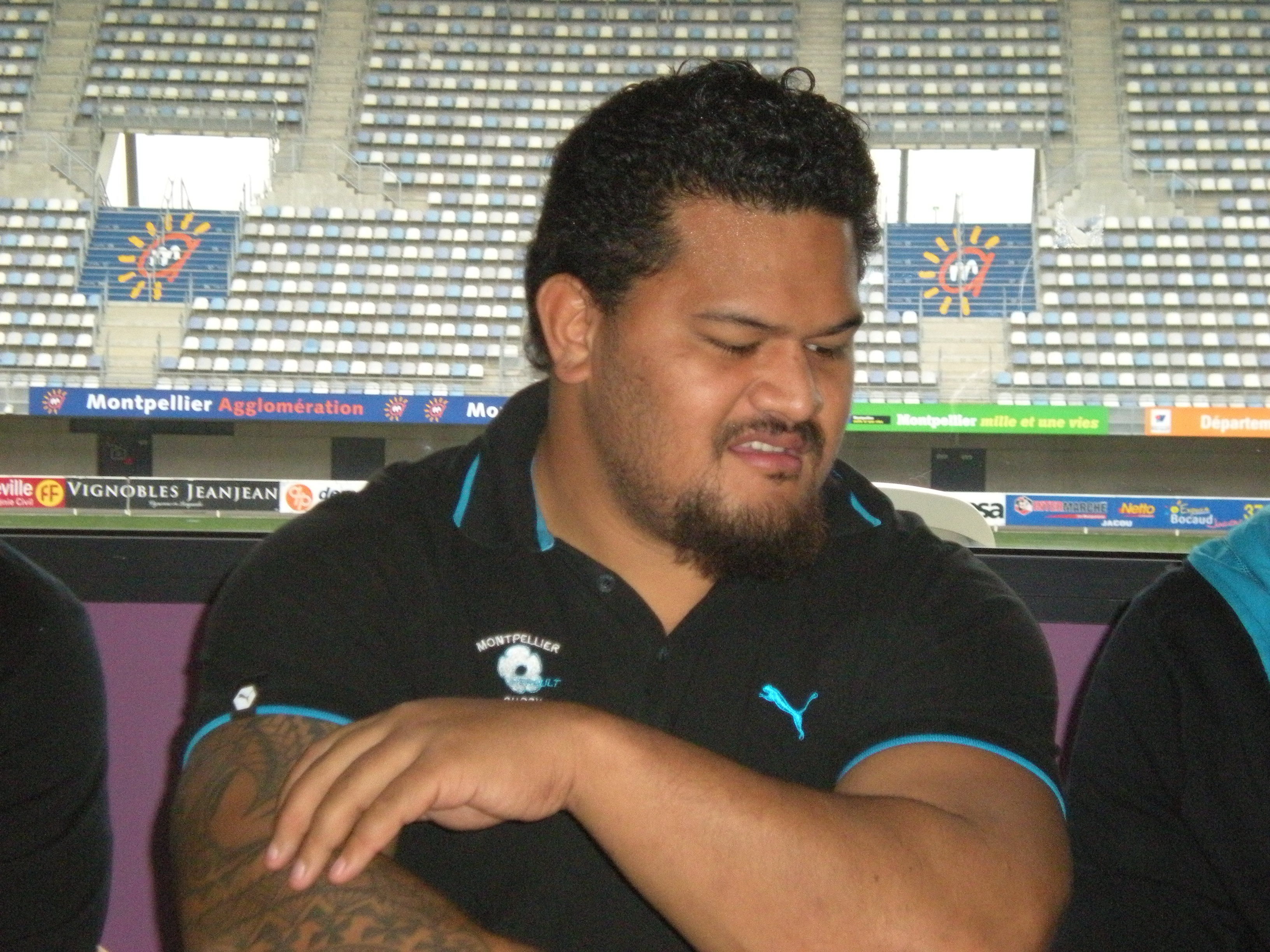
Vincent Pelo

- Thomas Larrieu
- Jean-François Coux
- Fetu'u Vainikolo
- Belgium Tuatagaloa
- Nigel Hunt
- Ope Peleseuma
- Maxime Javaux
- Alexis Armary
- Ionel Badiu
- François Uys
- Sean Dougall
- Peter Saili
- Edward Sawailau
- Lucas Mensa
- Segundo Tuculet
- Pieter-Jan van Lill
- Jody Jenneker
- Callum Wilson
- Enzo Sanga
- Dug Codjo
- Benjamin Collet
- Mirian Burduli
- Mathieu Lorée
- Charles Bouldoire
- Alaska Taufa
- Vincent Pelo
- Mason Emerson
- Joris Moura

### Présidents
- 2016- :  Laurent Beaugiraud et  Jean-Pierre Cheval

## Palmarès

### Détail du palmarès
| Compétitions nationales                                  |
| - Championnat de Fédérale 1 : - Vice-champion (1) : 2019 |
| - Championnat de Nationale : - Vainqueur (1) : 2023      |

### Finales disputées
| Date de la finale | Compétition       | Vainqueur         | Score | Finaliste         | Lieu de la finale            | Spectateurs |
| ----------------- | ----------------- | ----------------- | ----- | ----------------- | ---------------------------- | ----------- |
| 1er juin 2019     | Trophée Jean Prat | Rouen NR          | 30-25 | Valence Romans DR | Stade Jean-Laville, Gueugnon | 2 000       |
| 27 mai 2023       | Nationale         | Valence Romans DR | 26-19 | US Dax            | Stade Maurice-Trélut, Tarbes | 2 000       |

## Infrastructures
Le club dispose de deux stades pour disputer ses rencontres de championnat : le stade Marcel-Guillermoz de Romans-sur-Isère, d'une capacité de 5 000 places assises, et le stade Georges-Pompidou de Valence, d'une capacité de 14 000 places assises,.
Alors que l'équipe première évoluait à tour de rôle sur les deux terrains en Fédérale 1, seul le stade Georges-Pompidou de Valence est utilisé pour disputer les rencontres professionnelles de Pro D2 pendant la saison 2019-2020,, tandis que le stade Marcel-Guillermoz est dédié à accueillir celles de l'équipe espoir.
Son siège est basé à Romans-sur-Isère, au stade Louis-Porchier.

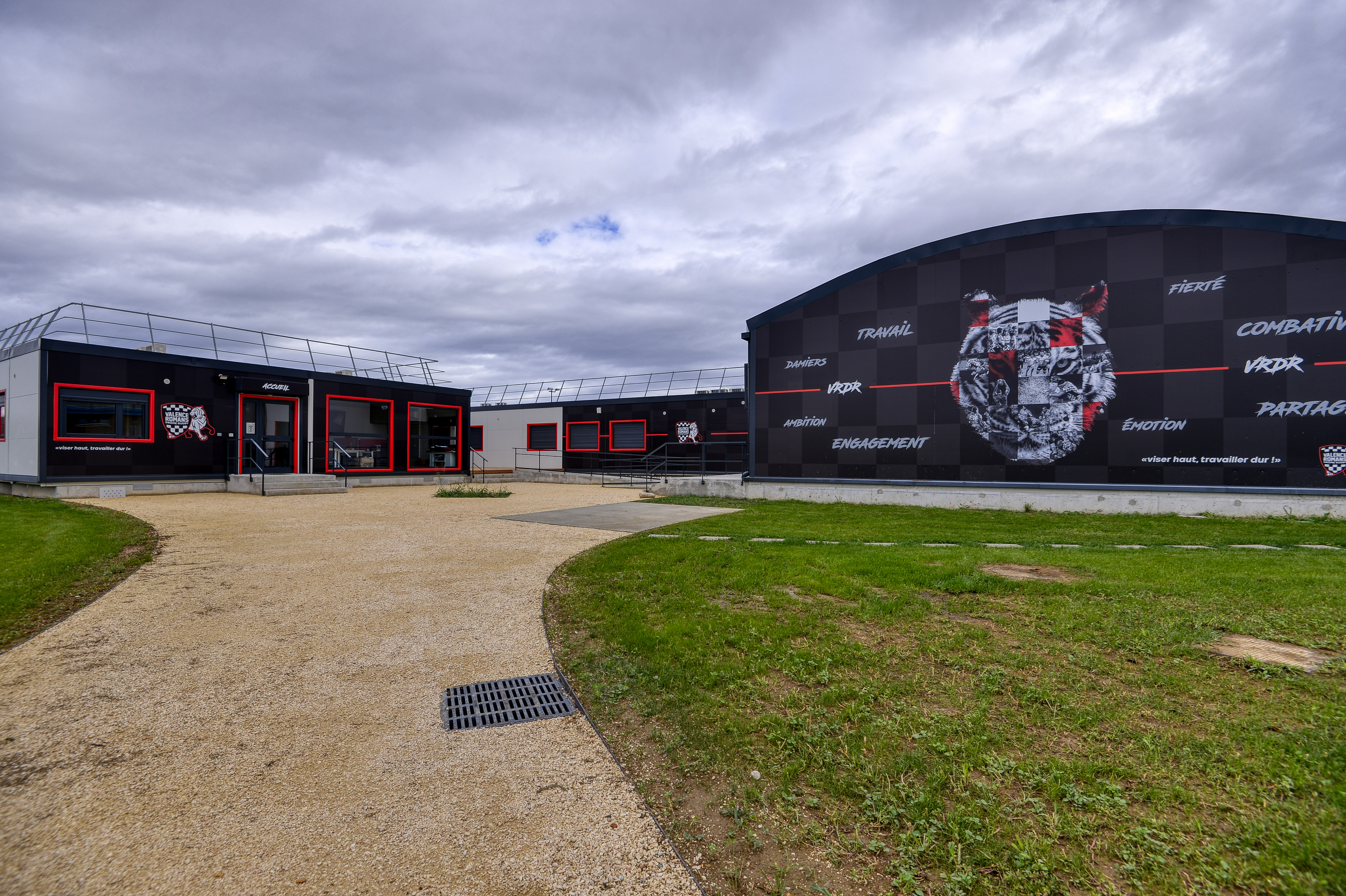
Siège administratif et centre d'entraînement.

## Identité visuelle

### Couleurs et maillots

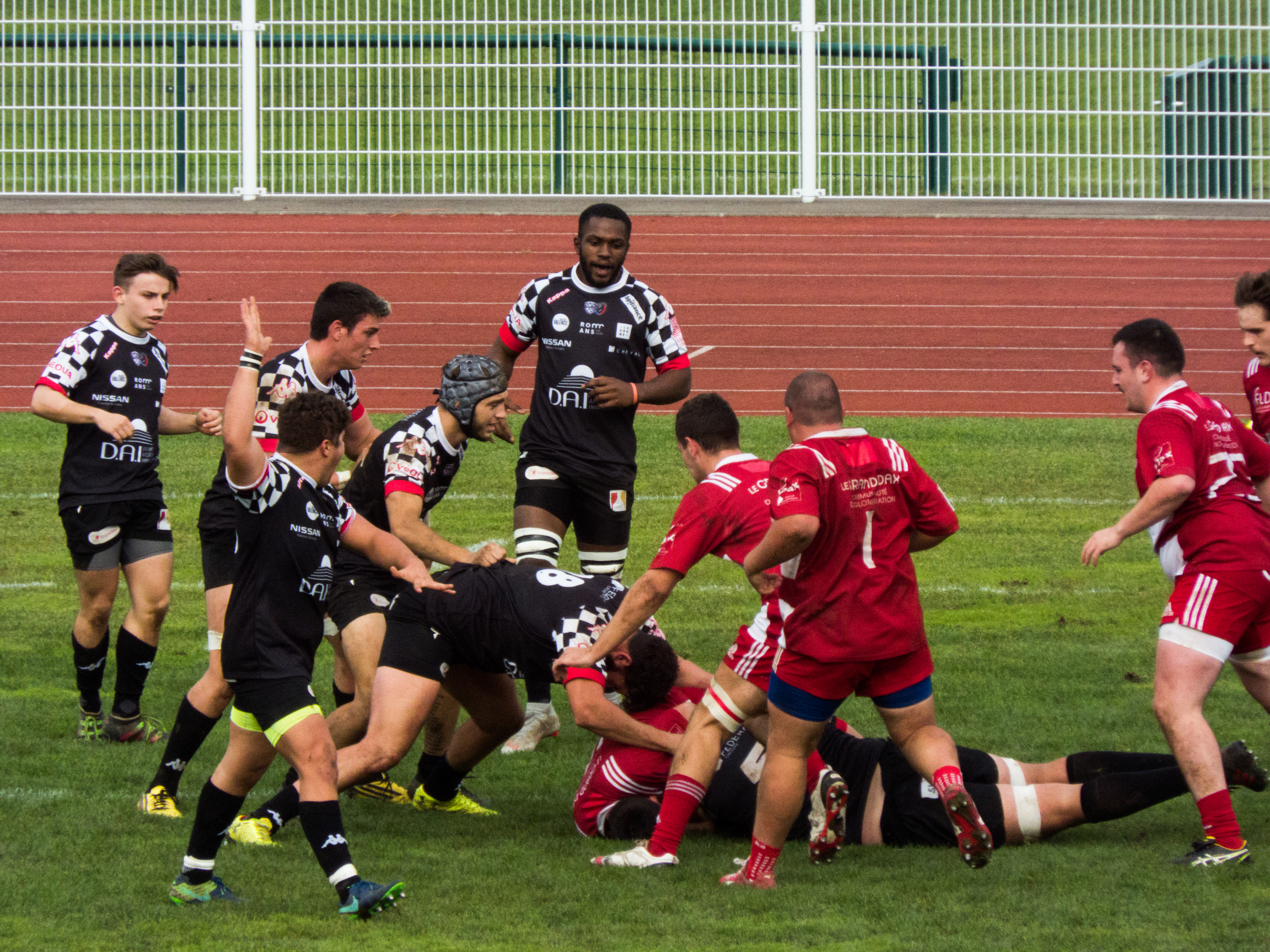
Équipe espoir du VRDR pendant la saison 2018-2019, portant le maillot noir à damiers.

Les premiers maillots reprennent l'identité visuelle des deux anciens clubs : le damier noir et blanc de l'US Romans Péage, et les couleurs rouge et blanc de Valence. L'équipe joue sa première saison avec deux jeux de maillots, différents selon le stade où se joue à rencontre : à dominante noire et à damier au stade Marcel-Guillermoz de Romans-sur-Isère, à dominante rouge et blanche au stade Georges-Pompidou de Valence.

### Logo
Le logo inaugural du club reprend, de gauche à droite, les logos de l'US Romans Péage et du ROC La Voulte Valence, le tout surmontant le nom « Valence Romans Drôme Rugby ».
Une fois la montée en Pro D2 acquise pour la saison 2018-2019, un nouveau logo est présenté le 7 juin 2019.
Il combine le damier noir et blanc de l'US Romans Péage à la couleur rouge de Valence, ainsi qu'un tigre blanc, rappelant Taïka la mascotte du club ; la mention à la ville de Bourg-de-Péage disparaît également.

Évolution du logo
Logo de 2016 au 7 juin 2019.
Logo depuis le 7 juin 2019.

## Évolution du budget
| Saison | 2016-2017 | 2017-2018 | 2018-2019 | 2019-2020 | 2020-2021 | 2021-2022 | 2022-2023 | 2023-2024 | 2024-2025 |
| Budget | 3,2 M€    | 3,1 M€    | 4,1 M€    | 7 M€      | 6,2 M€    | 6 M€      | 6 M€      | 8 M€      | 9,2 M€    |